# Водопровід на город (мультфільм)
«Водопровід на город» — анімаційний фільм Творчого об'єднання художньої мультиплікації студії Київнаукфільм.

## Сюжет
Комашки і жабка мучаться під пекучим сонцем, і знемагають від спраги, але вони зустрічають доброго дядька жука-інженера і він допомагає їм зробити водопровід на город, щоб і їх спека не мучила, і рослини ожили.